# Рокпорт (Вашингтон)
Рокпорт (енгл. Rockport) насељено је место без административног статуса у америчкој савезној држави Вашингтон.

## Демографија
По попису из 2010. године број становника је 109, што је 7 (6,9%) становника више него 2000. године.
| Група             | 2000.      | 2010.       |
| Белци             | 99 (97,1%) | 105 (96,3%) |
| Афроамериканци    | 0 (0,0%)   | 0 (0,0%)    |
| Азијати           | 0 (0,0%)   | 0 (0,0%)    |
| Хиспаноамериканци | 1 (1,0%)   | 2 (1,8%)    |
| Укупно            | 102        | 109         |